# Železniční trať Hanušovice – Staré Město pod Sněžníkem
Železniční trať Hanušovice – Staré Město pod Sněžníkem (v jízdním řádu pro cestující označená číslem 294) je jednokolejná regionální trať. Provoz na trati byl zahájen v roce 1905.

## Provoz
Osobní vlaky vedené motorovým vozem 810 na lince M62 zde jezdí přibližně každou hodinu, o víkendech je spojů o něco méně. Jízdní doba (dle jízdního řádu na rok 2025) je 19 nebo 20 minut z Hanušovic do Starého Města, zpět trvá cesta 20 nebo 21 minut. Pro srovnání, v zimním jízdním řádu 1948/1949 byla jízdní doba z Hanušovic do Starého Města 29 až 34 minut, opačně pak 27 až 30 minut.

## Navazující tratě

### Hanušovice
- Železniční trať Šumperk–Krnov
- Železniční trať Dolní Lipka – Hanušovice

## Stanice a zastávky

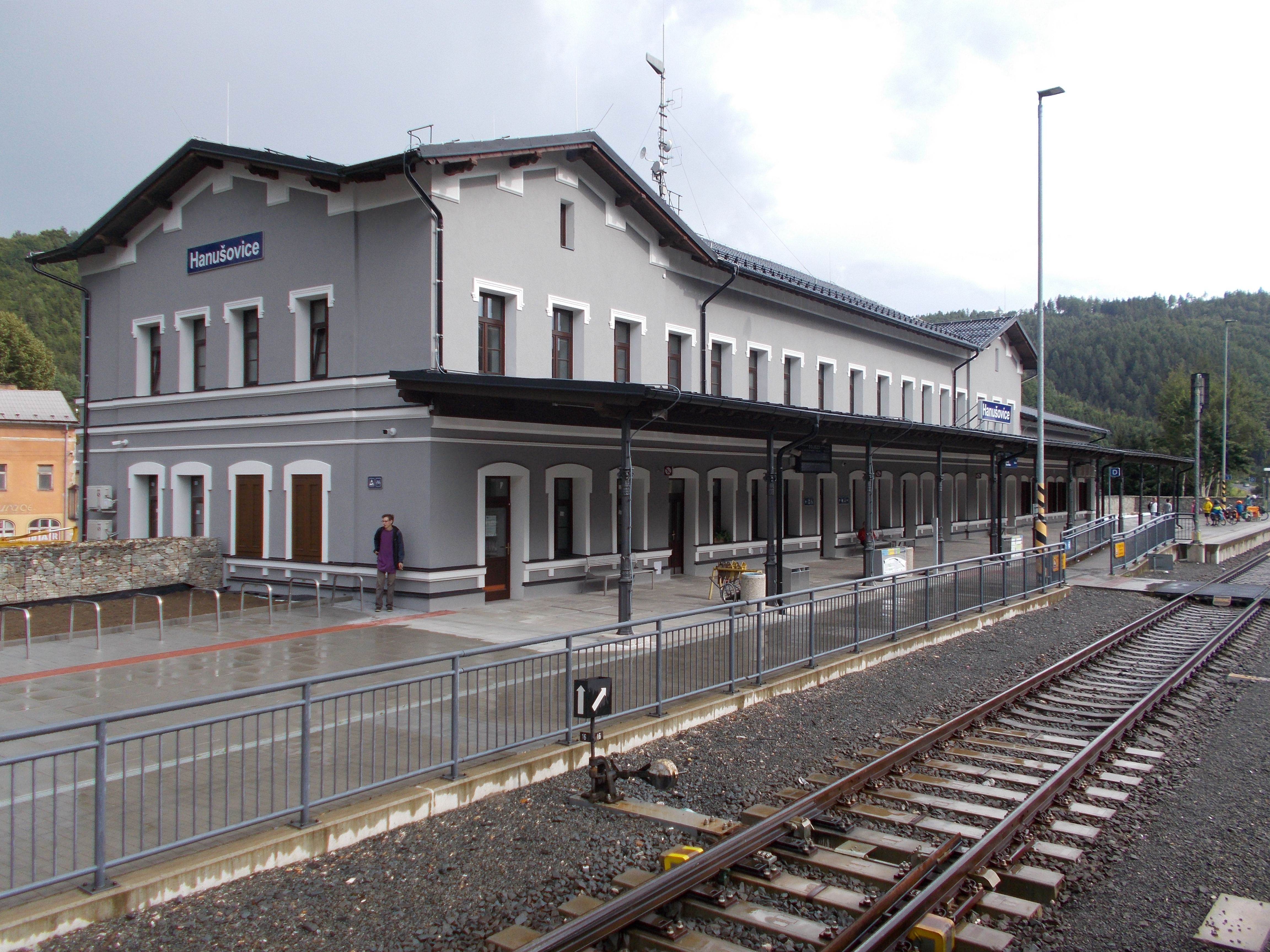
Hanušovice
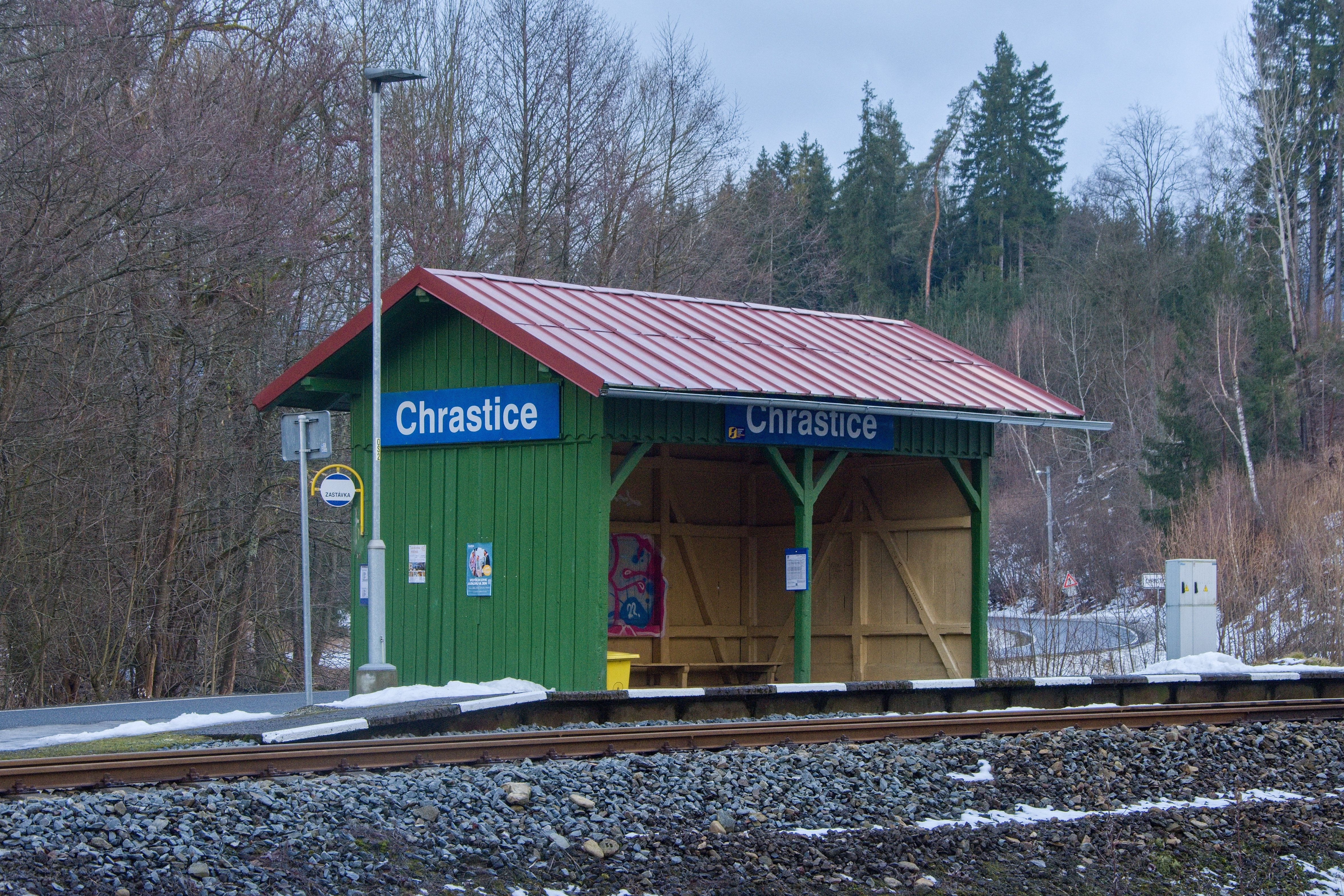
Chrastice
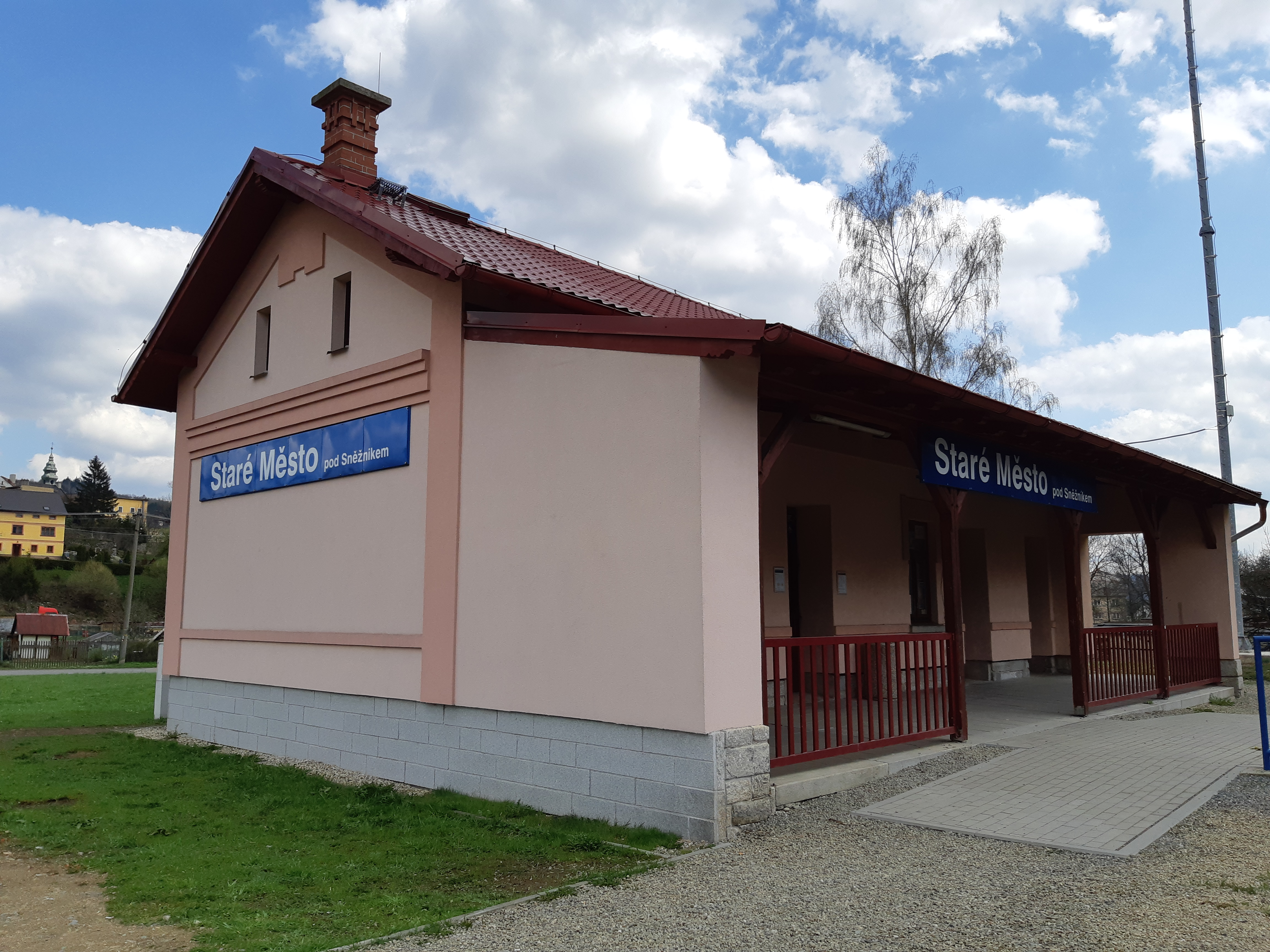
Staré Město pod Sněžníkem